# Miracolo eucaristico di Rimini

Domenico Beccafumi, Sant'Antonio e il miracolo della mula, 1537, Museo del Louvre

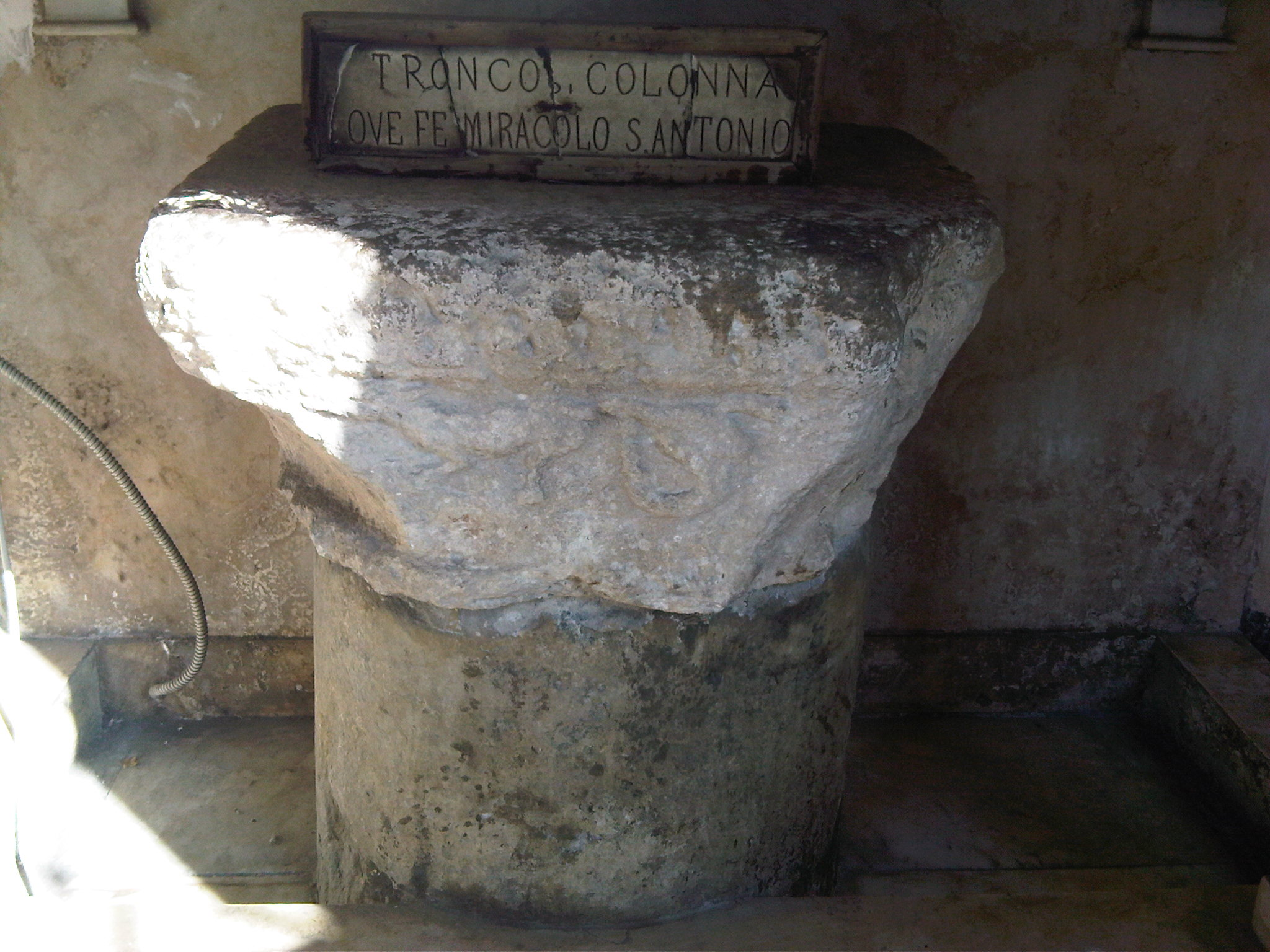
Colonnina venerata all'interno del Tempietto riminese su cui, secondo la leggenda, Sant'Antonio avrebbe compiuto il Miracolo eucaristico della mula

Il miracolo eucaristico di Rimini, o "della mula", sarebbe avvenuto, secondo la tradizione, a Rimini nel 1223, ed è attribuito all'intercessione di Sant'Antonio di Padova. Secondo le più antiche biografie del santo, episodi analoghi sarebbero avvenuti anche a Tolosa e a Bourges.

## La storia

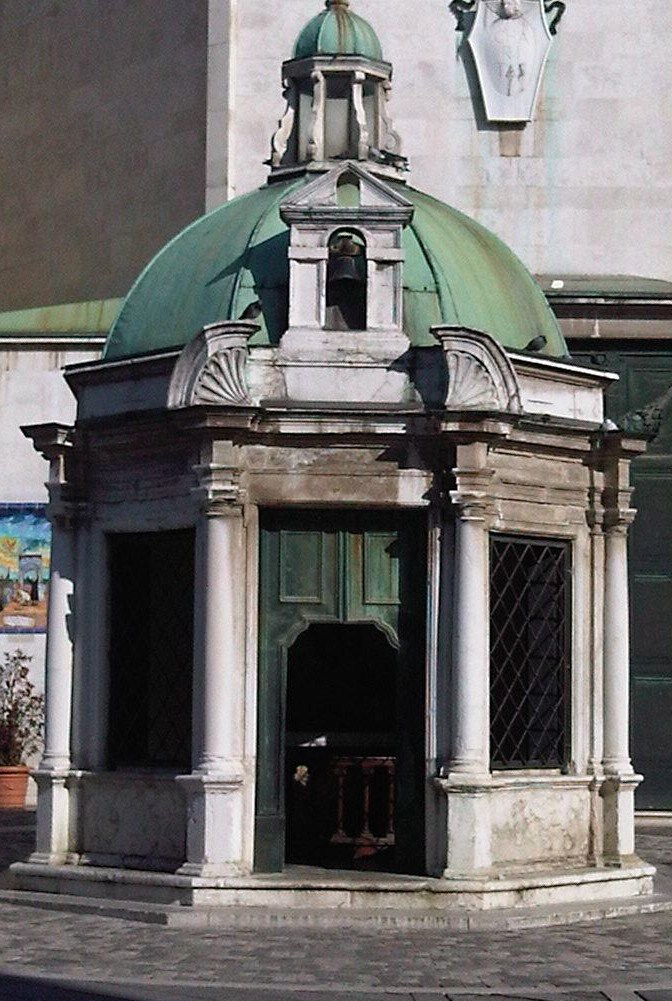
Tempietto cinquecentesco del Bramante dedicato alla memoria del Miracolo eucaristico della mula nella città di Rimini

A Rimini, in quella che oggi è chiamata piazza Tre Martiri, esiste una cappella chiamata "Tempietto", accanto al santuario di San Francesco da Paola, in ricordo di un famoso prodigio eucaristico che si sarebbe verificato nel 1223.
Secondo la tradizione, Sant'Antonio si trovava nella città romagnola per predicare la reale presenza di Gesù nell'Eucaristia, quando un eretico di nome Bonovillo gli si avvicinò e gli disse che, se avesse provato con un miracolo la vera presenza di Cristo nell'ostia consacrata, avrebbe aderito all'insegnamento della Chiesa cattolica.
L'eretico avrebbe organizzato la "sfida" in questo modo: avrebbe tenuto chiusa per tre giorni nella stalla la sua mula senza darle da mangiare, poi l'avrebbe portata in piazza, mettendole davanti della biada. Contemporaneamente il santo avrebbe dovuto mettere l'ostia di fronte alla mula: se l'animale avesse trascurato il foraggio per inginocchiarsi dinanzi alla particola, Bonovillo avrebbe creduto.

Nel giorno convenuto il santo, dopo aver celebrato la Messa, recò in processione l'ostia consacrata in piazza Tre Martiri e, giunto davanti alla mula, avrebbe detto: 
Come il santo ebbe finito di parlare, la mula, lasciando da parte il fieno, si sarebbe veramente avvicinata e inginocchiata, tra lo stupore e la commozione dei presenti, e l'eretico si sarebbe convertito.